# Pan Cheng-tsung
Pan Cheng-tsung, noto anche come C. T. Pan (潘政琮S, Pān ZhèngcóngP; Miaoli, 12 novembre 1991), è un golfista taiwanese, attivo principalmente nel PGA Tour.
Soprannominato CT oppure Peter Pan, è vincitore della medaglia di bronzo olimpica nell'individuale ai Giochi di Tokyo 2020.

## Biografia
Nato a Miaoli, città situata nell'omonima contea, inizia a praticare il golf all'età di conque anni. Frequenta la IMG Academy per tre anni e quindi l'Università del Washington.
Con il golf che compie il ritorno nella rassegna a cinque cerchi dopo 104 anni di assenza, rappresenta Taipei Cinese al torneo individuale maschile dei Giochi olimpici di Rio de Janeiro 2016 , dove rimane in contesa per le prime due giornate per poi finire l'evento con 283 colpi (69 69 71 e 74; -1 sotto il par) e quindi un 30º posto finale, ben distante dalla zona podio di Rose, Stenson e Kuchar.